# NMS Rechinul
Le NMS Rechinul (Requin) est un sous-marin de la marine militaire roumaine qui a servi dans les Campagnes de la mer Noire (1941-1944) pendant la Seconde Guerre mondiale. Il est l'un des rares navires de guerre construits en Roumanie pendant cette période et utilisés pendant la guerre. Il a été réalisé au chantier naval de Galați (Șantierul naval Galați) en 1938, lancé en 1941 et achevé en 1942. Le Rechinul a participé à l'évacuation de la Crimée et a ensuite effectué la plus longue mission de l'histoire des sous-marins roumains, commençant le 15 juin 1944 et durant 45 jours.

## Conception
Le Rechinul était un sous-marin mouilleur de mines, conçu par NV Ingenieurskantoor voor Scheepsbouw (en) (IvS), et construit au chantier naval de Galați en Roumanie. Il a été déposé en 1938 et lancé le 22 mai 1941. Il avait la même centrale électrique que son navire jumeau le NMS Marsuinul, avec une vitesse de pointe en surface légèrement plus rapide (à 17 nœuds), en raison de son déplacement standard (surface) de 585 tonnes (35 tonnes plus léger que son jumeau). Sa vitesse de pointe immergée était cependant la même, 9 nœuds. Il était armé de quatre tubes lance-torpilles de 533 mm, d'un canon antiaérien de 20 mm et pouvait transporter jusqu'à 40 mines.

## Carrière
La carrière du Rechinul a été plus mouvementée que celle du Marsuinul, puisqu'il n'a effectué que deux missions de patrouille. 
Sa première mission a eu lieu lors de l'évacuation de la Crimée en 1944, entre le 20 avril et le 15 mai, lors de l'offensive de Crimée. Initialement, il n'était chargé que de patrouiller sur la côte turque mais le 30 avril il a été missionné pour la surveillance du port soviétique de Batoumi. Les informations sur les mouvements navals soviétiques qu'il a transmis au cours de sa mission se sont révélées très utiles aux navires allemands et roumains qui procédaient à l'évacuation de Sébastopol. 
Sa deuxième et dernière mission consistait en une patrouille au large du port soviétique de Novorossiisk, entre le 15 juin et le 27 juillet. Il a été fortement poursuivi et chassé par les forces soviétiques mais, tout comme le Marsuinul, il a réussi à revenir à Constanza sans aucune perte. Ce fut la dernière patrouille sous-marine roumaine de la guerre, et d'une durée de plus de 40 jours, la plus longue de l'histoire des sous-marins roumains.

## Fin de carrière
Le Rechinul a été, tout comme Marsuinul, capturé par les forces soviétiques après le coup d'État du 23 août 1944 et commandé comme TS-1 à partir du 20 octobre 1944 dans la flotte de la mer Noire. Il a été rendu à la Roumanie en 1951. Il a été retiré du service actif en 1961 et finalement mis au rebut en 1967.